# The Yoko Factor (Buffy the Vampire Slayer)
The Yoko Factor es el vigésimo episodio de la cuarta temporada de Buffy the Vampire Slayer.

## Argumento
El Coronel (Connor O'Farrell) informa a un hombre por videoconferencia de la situación en La Iniciativa. El hombre quiere recuperar al agente Riley Finn (Marc Blucas). Mientras tanto, Spike (James Marsters) le advierte a Adam que la Cazadora es peligrosa. Al enterarse de que la Cazadora tiene amigos, Adam le pide a Spike que separe a Buffy de ellos y este acepta.
Buffy (Sarah Michelle Gellar) regresa de un viaje a Los Ángeles en el que discutió con Ángel. Mientras tanto, Xander (Nicholas Brendon) visita a Riley en las ruinas del instituto y le lleva ropa. Durante la conversación, Riley deduce que las relaciones sexuales con Buffy fue lo que desencadenó la maldición de Ángel.
Spike (James Marsters) aparece en casa de Giles (Anthony Head) y le ofrece los archivos secretos de la Iniciativa a cambio de varias cosas - dinero entre otras - pero quiere tratar directamente con Buffy, logrando que Giles sienta que ya no es importante. Cuando Xander y Anya (Emma Caufield) le llevan a Spike algunos instrumentos para ayudarlo a entrar en la Iniciativa, este le hace creer a Xander que ha oído hablar a sus amigas sobre que se va a enrolar en el ejército y Xander se lo cree.
Patrullando, Buffy se encuentra con Forrest (Leonard Roberts) en una cueva y este la acusa de arruinar el futuro de Riley. Adam los interrumpe, mata a Forrest y le da una paliza a Buffy, quien al darse cuenta de su desventaja huye, pero se cae y se golpea la cabeza, quedando inconsciente. Esa noche, Spike lleva los disquetes robados a casa de Giles, se los da a Willow (Alyson Hannigan) para que los descifre y le pide su dinero a Giles. Spike le dice a Willow que tal vez su fama de genio sea inmerecida y no logre descifrar los disquetes, y también le da a entender que sus amigos no aprueban su relación con Tara.
En la Iniciativa las celdas están llenas. Riley intercepta una llamada de radio y acude en ayuda de los soldados, encontrando a Ángel (David Boreanaz). Los dos comienzan a luchar cuando Ángel menciona su intención de ver a Buffy, pero ambos tienen que irse cuando llega la Iniciativa. En su dormitorio, Buffy recibe la visita de Ángel. Antes de que él pueda explicarse aparece Riley. Los dos pelean hasta que Buffy los separa. Ángel y ella se van al pasillo a hablar y él le dice que ha venido a disculparse por dejar las cosas tan mal en Los Ángeles. Entonces se va y Buffy vuelve con Riley.
Spike regresa a la guarida de Adam, encantado con su trabajo. Sintiendo que ha hecho la parte de su trato, Spike le pide que le quite el chip de su cabeza, pero Adam tiene algún trabajo más para él. De regreso a la casa de Buffy, ésta le aclara a Riley que no le va a dejar por Ángel y le cuenta que Adam mató a Forrest.
De regreso a casa de Giles empiezan los problemas. Buffy quiere ir sola y el resto se siente ofendido y empiezan a reprocharse cosas. Willow le reprocha a Buffy que no apruebe su relación con Tara. Xander se entera entonces que Tara es la novia de Willow. Buffy se marcha sola.
Riley aparece en la guarida de Adam, quien le dice que ha estado esperándole.

## Reparto

### Personajes principales
- Sarah Michelle Gellar como Buffy Summers.
- Nicholas Brendon como Xander Harris.
- Alyson Hannigan como Willow Rosenberg.
- Marc Blucas como Riley Finn.
- James Marsters como Spike.
- Anthony Stewart Head como Rupert Giles.

### Apariciones especiales
- Emma Caulfield como Anya.
- Amber Benson como Tara Maclay.
- Leonard Roberts como Forrest Gates.
- Conor O'Farrell como Coronel McNamara.
- George Hertzberg como Adam.
- David Boreanaz como Ángel.

### Personajes secundarios
- Bob Fimiani como Mr. Ward
- Jade Carter como Lugarteniente.

## Producción

### Título
El título hace referencia a Yoko Ono, pareja del músico John Lennon que se ve, en la cultura popular, como la causante de la separación de los Beatles. En el episodio Spike separa a Buffy de su grupo de amigos, casualmente siendo también cuatro miembros. Es el propio Spike el que se compara con Yoko Ono y la separación de los músicos cuando habla con Adam.

### Música
Lynyrd Skynyrd - «Free Bird» cantada por Anthony Stewart Head interpretando a Rupert Giles.